# Educació en gaèlic escocès

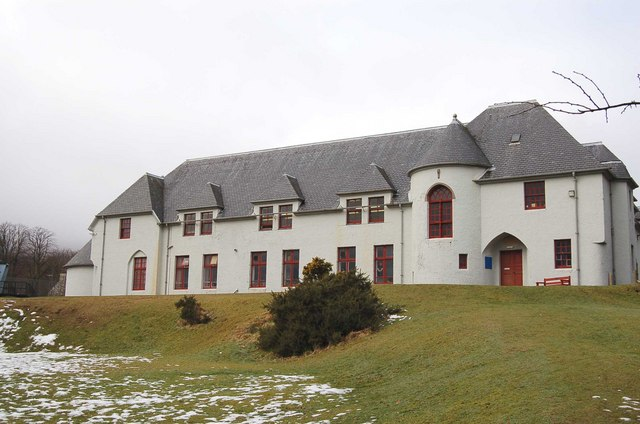
Edifici de lArd Sgoil Phortrigh (Portree High School), on s'ensenya gaèlic

L'educació en gaèlic escocès (en gaèlic escocès, Fòghlam tro Mheadhan na Gàidhlig; en anglès, Gaelic-Medium Education) és un mitjà educatiu a Escòcia que permet als alumnes ser ensenyats emprant el gaèlic com a llengua vehicular, i impartint l'anglès com a segona llengua. Altres projectes educatius similars a les Nacions celtes són la Gaelscoil a Irlanda i la Bunscoill Ghaelgagh a l'Illa de Man.
Aquest tipus d'educació està esdevenint cada dia més popular arreu d'Escòcia, i el nombre d'alumnes en escoles d'educació primària ha augmentat de 24 en dues escoles l'any 1985 a més de 2000 en 62 escoles els anys 2007 i 2007.
Atès que encara hi ha relativament poques escoles gaèliques, l'educació gaèlica la proporcionen principalment unitats gaèliques dins d'escoles anglòfones. Bunsgoil Shlèite, a l'illa de Skye, n'és l'excepció, perquè es tracta d'una escola gaèlica amb una unitat anglòfona.
L'escola gaèlica més gran és la Sgoil Ghàidhlig Ghlaschu, que s'encarrega d'alumnes d'entre 3 i 18 anys i que té capacitat per a 800 alumnes, si bé està previst que arribi als 1200 l'any 2012.
El gener de 2008, es va presentar al consell de Highland un informe que afirmava que la demanda d'educació en gaèlic era tan forta que es requerien quatre noves escoles gaèliques, a part de la ja existent a Inverness. A mitjan 2009 es comptava a obrir dues noves escoles gaèliques a Fort William i Portree en dos anys i l'agost de 2009 el govern escocès anuncià un finançament extra d'1,5 milions de lliures per accelerar la seva obertura.

## Oferta delscouncils
A Escòcia, 21 dels 32 councils ofereixen educació en gaèlic:
| Council                                 | Oferta |
| --------------------------------------- | --- |
| Aberdeen City (2008)                    | Cap escola gaèlica. Unitat gaèlica a la Gilcomstoun Primary School. |
| Angus (2009)                            | Cap escola gaèlica. Unitat gaèlica a la Whitehills Primary School. |
| Argyll and Bute (2009)                  | Cap escola gaèlica. Unitats gaèliques a 6 escoles primàries: Bowmore Primary (Islay), Rockfield Primary (Oban), Sandbank Primary (Dunoon), Salen Primary (Mull), Strath of Appin Primary, Tiree Primary Department. |
| Clackmannanshire                        | Guarderia gaèlica a Menstrie. |
| Comhairle nan Eilean Siar (Febrer 2009) | 1 Escola Primària Gaèlica a Stoneybridge. Educació en gaèlic també disponible a 22 altres escoles. |
| East Ayrshire (2009)                    | Unitat gaèlica a la Onthank Primary School. |
| East Dunbartonshire                     | alguna oferta |
| East Lothian                            | alguna oferta |
| East Renfrewshire                       | alguna oferta |
| Edinburgh City                          | alguna oferta |
| Falkirk                                 | alguna oferta |
| Glasgow City                            | alguna oferta |
| Highland (2009)                         | 1 Escola d'educació primària gaèlica (Bun-sgoil Ghàidhlig Inbhir Nis) 1 Escola d'educació primària gaèlica amb una unitat anglòfona (Bun-sgoil Shlèite) 18 departaments gaèlics a escoles primàries locals. 8 instituts de secundària ofereixen diverses assignatures en gaèlic i 5 d'altres imparteixen aquesta llengua com a assignatura. |
| Inverclyde                              | alguna oferta |
| North Ayrshire                          | alguna oferta |
| North Lanarkshire                       | alguna oferta |
| Perth & Kinross                         | Unitat Gaèlica a la Goodlyburn Primary School |
| Renfrewshire                            | alguna oferta |
| Scottish Borders                        | alguna oferta |
| South Lanarkshire                       | alguna oferta |
| Stirling                                | Unitat gaèlica a la Riverside Primary. Gaèlic com a assignatura a la Wallace High School. |

## Història
La història de les escoles gaèliques (en el sentit més actual de la paraula) a Escòcia es remunta a principis del segle xviii, l'època de les escoles de la Scottish Society for Promoting Christian Knowledge (Societat Escocesa per la Promoció del Coneixement Cristià) o SSPCK. Irònicament, un dels principals objectius de la societat era la desgaelicització de les Terres altes d'Escòcia i inicialment les seves escoles impartien ensenyança exclusivament en anglès, prohibint l'ús del gaèlic en aquest àmbit. Tanmateix, la insistència a ensenyar als nens en una llengua que els era, en la majoria de casos, absolutament estranya, va resultar en molt pocs progressos pel que fa a l'alfabetització en anglès dels infants. Aquesta situació va persistir fins al col·lapse de la causa jacobita el 1746 amb la batalla de Culloden i el consegüent col·lapse de les estructures polítiques de la comunitat gaèlicoparlant i la pacificació de les terres altes d'Escòcia per part de l'Armada Britànica les dècades següents. El canvi a l'atmosfera política que va seguir el Disarming Act, així com les campanyes dels adeptes de Samuel Johnson (el qual estava en contra del fet que la SSPCK lluités activament per evitar la publicació de la Bíblia en gaèlic escocès) van dur a un canvi d'actitud dins la Societat. Johnson digué al respecte: :
| « | ...només roman la seva llengua i la seva pobresa. La seva llengua és atacada per totes bandes. S'aixequen escoles en què només s'ensenya anglès, i últimament hi ha qui creu raonable negar-los una versió de les Santes Escriptures... | » |

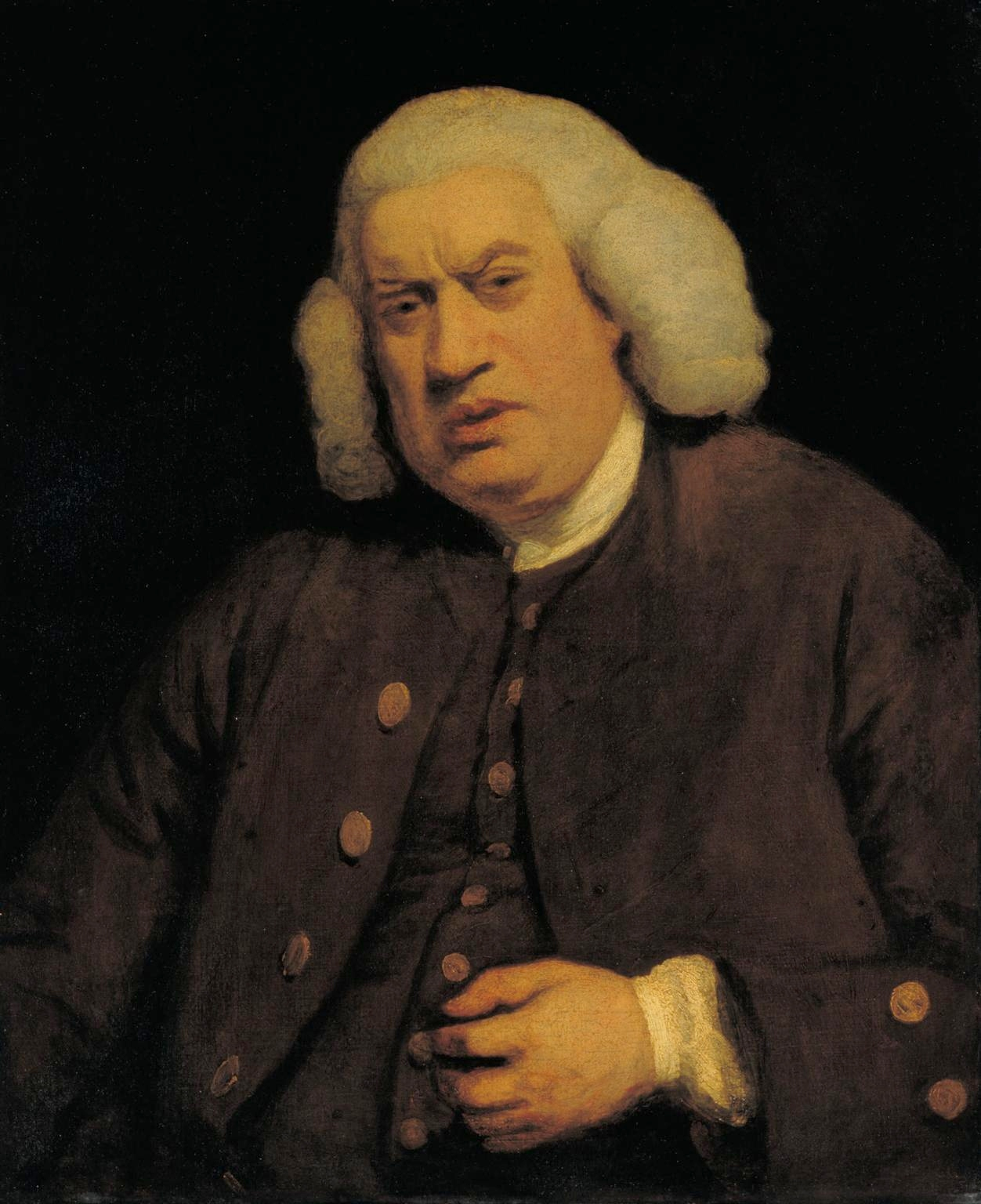
Samuel Johnson va tenir un paper destacat en la promoció del gaèlic.

Johnson, tot i ser sovint vist com a antiescocès i antigaèlic, va estar activament implicat en la promoció de la producció literària en gaèlic, i va proposar la creació de premsa gaèlica a l'illa de Skye. El canvi d'actituds abans esmentat va resultar en la producció per part de la SSPCK, d'una versió en gaèlic del Nou Testament el 1767 i del Vell Testament el 1801. El 1767 també va ser l'any en què la Societat va canviar la llengua d'instrucció a les escoles de Highland de l'anglès al gaèlic escocès. A Inverness també es va establir una escola, la Raining School, per tal de proporcionar la formació necessària per a professors gaèlicoparlants.
Les actituds envers l'educació i la promoció de l'anglicització han estat descrites com el resultat de la confrontació de dues societats dispars... les terres baixes d'Escòcia feien clara la seva angoixa pel que feia a la poc reformada societat del nord i la seva llengua era una font de malestar, en ser identificada com la principal causa de la barbàrie, la ignorància i el predomini del catolicisme i poden ser vistes com la continuació de les polítiques que es remunten al 1609 i als Estatuts d'Iona, pels quals la noblesa gaèlicoparlant es va veure forçada a enviar els seus fills a ser educats a les anglòfones terres baixes d'Escòcia; un acte que ha estat descrit com la primera sèrie de mesures preses pel govern escocès específicament dirigides a l'extirpació de la llengua gaèlica, la destrucció de la seva cultura tradicional i a la supressió dels seus portadors. Això va ser seguit l'any 1616 per un acte del privy council que incloïa l'exigència que tots els nens de la noblesa de Highland havien de ser capaços de parlar, llegir i escriure en anglès si volien ser reconeguts com a hereus.
Al segle xix es va establir la primera societat d'escoles gaèliques, anomenada Edinburgh Society for the Support of Gaelic Schools (Societat Edimburguesa pel Suport de les Escoles Gaèliques), creada el 1811. La societat afirmava que el seu propòsit era:
| « | (l') únic objectiu és ensenyar als habitants de les Highlands and Islands a llegir les Sagrades Escriptures en la seva llengua materna […] mantenir Escoles en què només s'ensenyi la llengua gaèlica. | » |

La nova societat va atreure molt suport i es van fundar organitzacions similars a Glasgow i Inverness. El ràpid èxit de la societat d'Edimburg va ser tant que l'any 1828 ja estava en marxa 85 escoles a les terres altes i a les illes, i algunes societats relacionades gaudien també d'un gran èxit. Tanmateix, aquest primer període d'èxit va ser seguit per temps de dificultats econòmiques, degudes bàsicament a la mala administració. Cap als anys 30 començà el declivi, i el 1850 ja només restava la societat original d'Edimburg, que, amb un gran suport de l'Edinburgh Ladies Association, va continuar fins al 1892. Tot això va ser a pesar de la introducció de l'Acta Educativa Escocesa de 1872, que posà fi a l'educació en llengües que no fossin l'anglesa i va portar al descoratjament de l'ensenyança gaèlica. Els alumnes, fins i tot, eren castigats per parlar gaèlic. L'efecte de l'acta educativa sobre el gaèlic escocès ha estat descrit com a desastrós i la continuació d'una política general (tant per part del Parlament escocès com del Parlament Britànic després del 1707) que perseguia l'anglicització.
La pressió sobre el Departament d'Educació Escocès els anys immediatament posteriors a l'acte de 1872 va portar a la reintroducció gradual de certes mesures per a l'ús del gaèlic a les escoles. Aquesta pressió va portar també al departament a realitzar una enquesta l'any 1876 que revelava una clara majoria de consells escolars dins les terres altes a favor de la introducció del gaèlic escocès dins el currículum educatiu, si bé també feia patent que alguns consells dins d'àrees gaèlicoparlants s'hi mostraven contraris. Nogensmenys, les poques ganes dels consells escolars per aprofitar les limitades previsions fetes pel gaèlic al currículum escolar així com els problemes per finançar l'Education Act generalment van comportar un ús molt reduït de l'oferta de gaèlic existent a les escoles. Les severes dificultats financeres patides per les escoles de Highland en aquells moments van portar a la introducció de la "Highland Minute" l'any 1807, que proporcionava ajuda econòmica a determinades escoles i al mateix temps reconeixia el gaèlic com una assignatura de l'educació tant elemental com secundària. S'introduïren així mateix beques per ajudar la contractació de professors gaèlicoparlants.
Tot i aquestes petites mesures destinades a la reintroducció del gaèlic a les aules, la manera com s'ensenyava la llengua es creu que va contribuir més aviat al seu declivi, en ser impartida no com la llengua nativa dels estudiants, sinó com una assignatura acadèmica més, estudiada en anglès i no en la mateixa llengua.

## Xifres
Dades de l'any 2007
|                          |                                              | Nombre d'alumnes | Percentatge |
| ------------------------ | -------------------------------------------- | ---------------- | ----------- |
| Educació en gaèlic       | només en gaèlic                              | 739              | 0,11%       |
| Educació en gaèlic       | tot el currículum en gaèlic o bilingüe       | 1,283            | 0,19%       |
| Educació en gaèlic       | alguna part en gaèlic, alguna part en anglès | 579              | 0,08%       |
| Gaèlic com a assignatura | impartit en gaèlic                           | 1,096            | 0,16%       |
| Gaèlic com a assignatura | impartit com a llengua estrangera            | 5,049            | 0,73%       |
| TOTAL                    | TOTAL                                        | 9,746            | 1,27%       |